# Tancada a la Central
Tancada a la Central és el nom d'un moviment de protesta en contra de l'aplicació del Pla de Bolonya, que desembocà en una ocupació del rectorat de la Universitat de Barcelona, a l'anomenat Edifici Històric, entre el 20 de novembre de 2008 i el 18 de març de 2009, quan van ser desallotjats de la universitat pels Mossos d'Esquadra.

## Inici
El dia 20 de novembre de 2008, entre 4.000 i 10.000 persones es van manifestar a Barcelona contra el Pla de Bolonya. La protesta va arrencar de la plaça de la Universitat i es va dirigir sense incidents fins a la plaça de Catalunya. Allà, alguns manifestants van intentar trencar el cordó policial per dirigir-se Rambla avall. Per evitar-ho, els Mossos d'Esquadra van carregar, amb un resultat de diversos estudiants i un fotògraf de premsa contusionats.
Després, centenars d'estudiants es van dirigir a l'edifici de la Universitat de Barcelona i en van ocupar, de manera indefinida, el vestíbul i les escales del rectorat.

## 117 dies "d'okupació"
Els estudiants van començar a viure a la Universitat, i a fer tot allò que es fa en una casa com ara: dormir, cuinar, jugar o escoltar música; també van organitzar algunes xerrades i activitats culturals, concerts o lectures de poesies. El gran vestíbul de què gaudeix l'edifici de la Universitat, es va anar omplint, a poc a poc, de trastos bells; armaris, sofàs, taules, cadires, carros de supermercat y objectes de tota mena. Les escalinates del rectorat, així com l'aula capella, també van ser ocupades.

## Final
Després de quatre mesos, el dia 18 de març el rector Dídac Ramírez va declarar que considerava que hi havia hagut un «increment de la tensió i de la violència cap a membres de la comunitat universitària», i va decidir demanar als mossos el desallotjament de la universitat. Durant les múltiples manifestacions que tingueren lloc arran del desallotjament, es realitzaren diverses detencions i més de dues-centes persones resultaren ferides per l'actuació de la Brigada Mòbil dels Mossos d'Esquadra, majoritàriament estudiants, tot i que també nombrosos periodistes i reporters gràfics. L'actuació de l'Àrea de Brigada Mòbil va posar pressió social al conseller d'Interior de la Generalitat de Catalunya Joan Saura i va comportar la destitució del director general dels Mossos, Rafael Olmos, setmanes més tard.